# Diátkovo
Diátkovo (del ruso: Дя́тьково) es una ciudad del óblast de Briansk, en Rusia, centro administrativo del raión homónimo. Se encuentra a 38 km (53 km por carretera) al nordeste de Briansk. Su población en 2009 se elevaba a 32.398 habitantes.

## Historia
El origen de Diátkovo se remonta a 1626. Diátkovo tiene estatus de ciudad desde 1938. Durante la Segunda Guerra Mundial, la región de Briansk fue un centro activo de partisanos. En febrero de 1942, los partisanos soviéticos liberaron Diátkovo y los pueblos de alrededor, una región situada profundamente en el interior del territorio ocupado por las fuerzas alemanas, por lo que los ocupantes recuperaron el control hacia junio del mismo año. Sería liberada finalmente en septiembre de 1943.

## Demografía
Durante la década de 1990, la situación demográfica de Diátkovo se deterioró fuertemente. En 2001, el crecimiento natural acusó un inquietante déficit de 7.9/1000, con una débil tasa de natalidad (9/1000), y una tasa de mortalidad bastante elevada (16.9/1000).
| 1897  | 1939   | 1959   | 1970   | 1979   | 1989   | 1996   | 2002   | 2008   |
| ----- | ------ | ------ | ------ | ------ | ------ | ------ | ------ | ------ |
| 3 800 | 17 300 | 19 400 | 26 800 | 31 700 | 34 400 | 34 800 | 33 600 | 32 863 |

## Economía

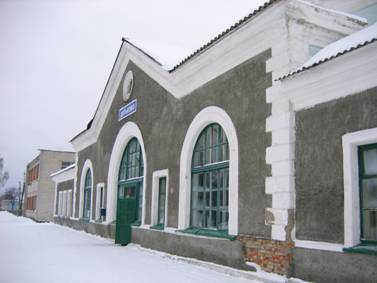
Estación de trenes de Diátkovo.

Diátkovo es famosa por su fábrica de vidrio de plomo, que es todo una muestra del arte del vidrio. Asimismo existe una fábrica de muebles.